# 黒川心
黒川 心（くろかわ こころ、2002年10月2日 - ）は、日本の元ファッションモデル、元女優。東京都出身。テンカラットに所属していた。

## 略歴
2014年､ピチモオーディションでグランプリを受賞し、ピチレモン専属モデル（ピチモ）となる。誌面とともに、関連イベントへ出演する。2014年8月25日にイオンモール幕張新都心で開催された「Gakken ガールズフェス2014」がピチモとしての初イベントとなる。2015年1月11日にさいたまスーパーアリーナで開催された「ピチレモン・キラピチガールズフェス」にも出演した。
『ピチレモン』は、2015年12月号をもって休刊、同号で専属モデルを卒業する。同誌のラストイベントとなった「Pichile ファイナルパーティー supported by Mc Sisiter」にも出演し、ピチモによる私服ファッションショーでは、黒川など年少者からランウェイを歩んでいった。
2015年12月に『ラブベリー』が復刊され、同号にモデルとして登場、2016年4月のvol.2で表紙を飾り、2016年8月のvol.3で専属モデルとなる。
暫くして、モデルとしての活動の場は、LARMEのWebサイト「LARME girl」に移る。
ヤングキング 2018年5月14日発売号で、初めて雑誌の単独表紙を飾った。
モデル活動の傍ら、演技レッスンを受け、女優として歩み出す。映画『チア☆ダン〜女子高生がチアダンスで全米制覇しちゃったホントの話〜』、テレビドラマ『サイレント・ヴォイス 行動心理捜査官・楯岡絵麻 Season2』に出演した。

## 人物
- アイドルファンであり、とりわけ乃木坂46が好きである[14][15]。高山一実と松井玲奈の剣道着姿を見て可愛いと感じ、部活動は剣道を選んだ。また、ゆいちゃんずの影響でギターを始めた[12]。
- しばしば、美術館を訪れる。美術教師をしていた祖母と行ったトレチャコフ美術館所蔵の来日展「ロマンティック・ロシア」で買い求めたポストカードがお気に入りである[16][17]。
- 好きな動物は、ペンギン、ウォンバット、マナティー[18]。好きな食べ物は春巻き、ピザ[2]。

## 出演

### テレビドラマ
- サイレント・ヴォイス 行動心理捜査官・楯岡絵麻 Season2 CASE6（2020年5月16日、BSテレ東） - 成田睦美 役[13]

### 映画
- チア☆ダン〜女子高生がチアダンスで全米制覇しちゃったホントの話〜（2017年3月11日）[12]

### ウェブ動画
- 【1分ホラー】お母さん（2019年9月20日、OLD ROOTS －HORROR FILMS－）加奈子 役[19]

### MV
- 緑黄色社会 「リトルシンガー」（2018年）[4]

### 映画館上映CM
- ニチバン（2017年） “ちいさな味方、ばんそうこうのケアリーヴ” 「母と娘と、恋の味方」篇[20][21][22]

### イベント
- Pichile ファイナルパーティー supported by Mc Sisiter（2015年11月1日、イトーヨーカドー木場店）[7]

## 書籍

### 雑誌
- ピチレモン（2014年 - 2015年12月号、学研プラス） - 専属モデル[3][7]
- LOVE berry（2016年 - 、徳間書店） - 専属モデル[10][23][24]

### デジタル写真集
- 少女記録（2016年、「少女記録」運営委員会、撮影：小山一平、アートディレクション：山田信男）[25][26]